# ۳دی‌اف‌اکس
۳دی‌اف‌اکس (انگلیسی: 3dfx) شرکت سخت‌افزار آمریکایی است، که در سال ۱۹۹۴ تأسیس شد.